# Vinâve d'Île
Ne doit pas être confondu avec Rue Vinâve.

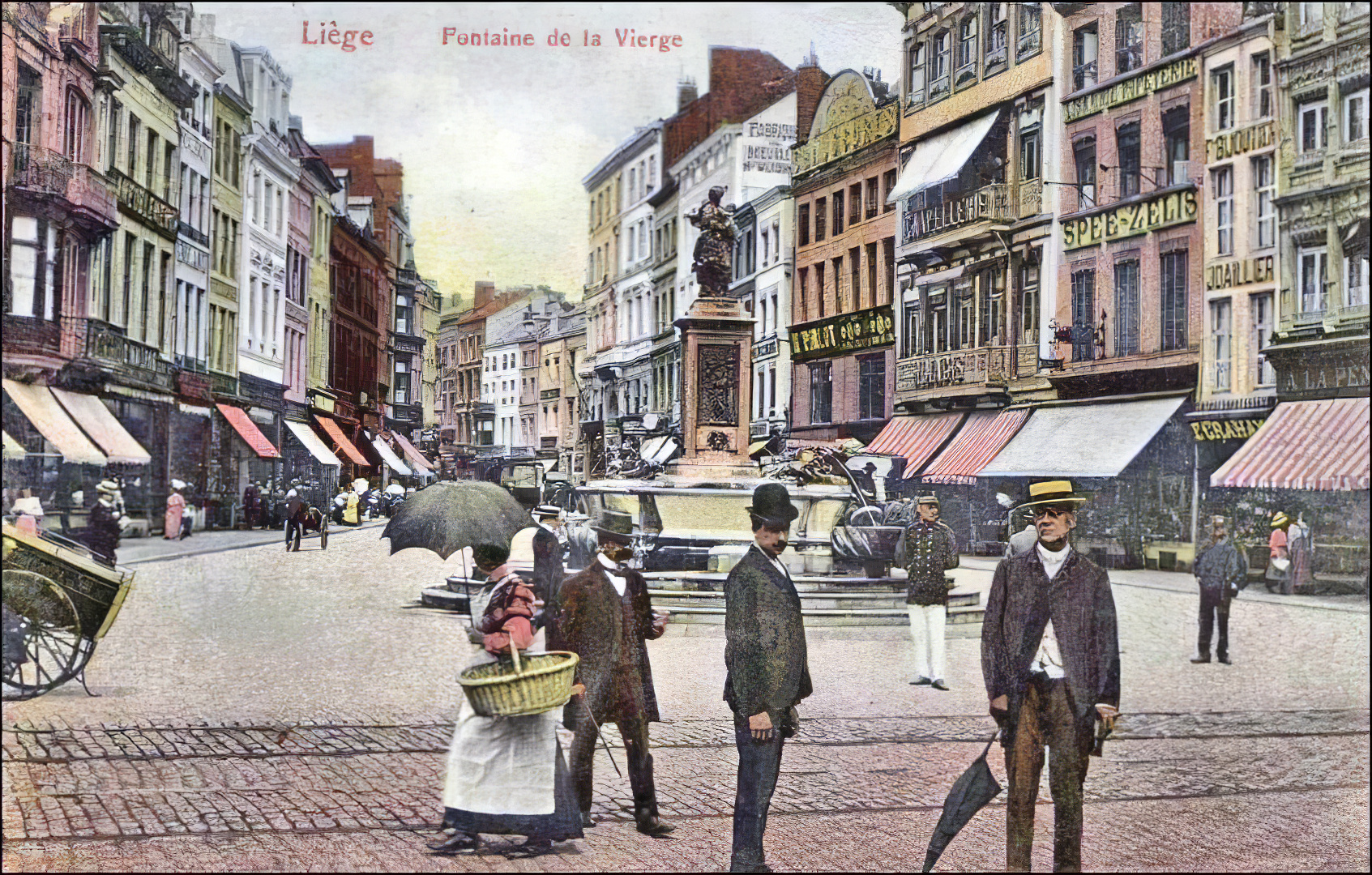
Le Vinâve d'Île et La Vierge à l'Enfant de Jean Del Cour, début XXe siècle.

Vinâve d'Île est une rue piétonne commerçante de Liège. Elle va de la place de la Cathédrale aux rue du Pot d'Or, rue des Dominicains et rue Pont d'Île. Il s'agit de la 3e artère commerçante la plus fréquentée de Belgique (environ 200 000 visiteurs par semaine).

## Odonymie
Pour un article plus général, voir Île (Liège).
Vinâve vient du wallon vinåve et signifie voisinage, alentours (ou encore quartier, rue principale). Une traduction approximative serait donc artère principale de l'île. Pour comprendre le sens du nom de cette rue, il faut savoir qu'elle était au cœur d'une ancienne île entourée par des bras de la Meuse aujourd'hui comblés et remplacés par le boulevard Piercot, boulevard d'Avroy, le boulevard de la Sauvenière, la rue de l'Université et la rue de la Régence.

## Rues adjacentes
- Place de la Cathédrale
- Rue de la Cathédrale
- Rue des Dominicains
- Rue Pont d'Île
- Rue du Pot d'Or

## Curiosités

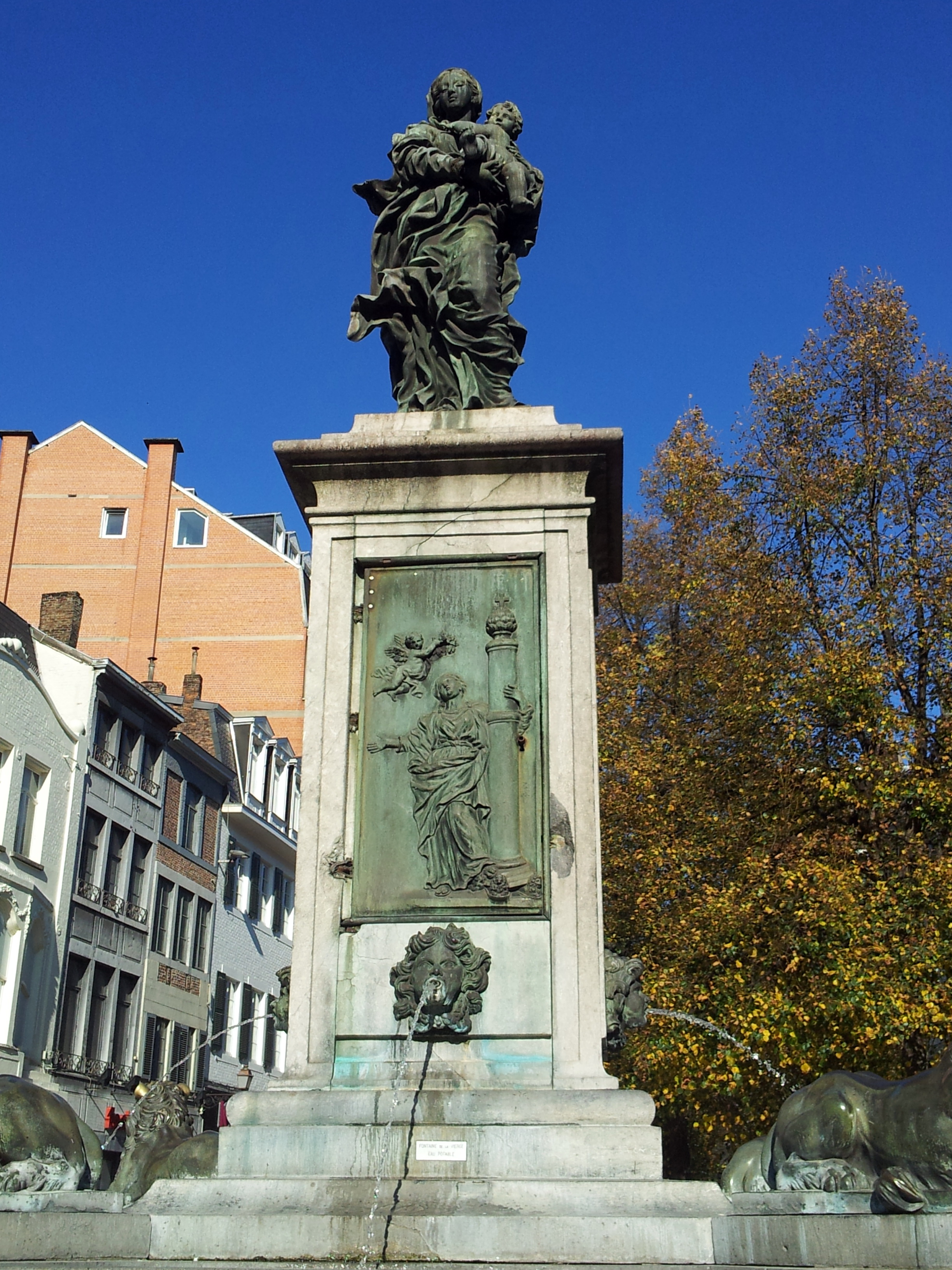
La Vierge au milieu du Vinâve d'Île

### Passage Lemonnier
Le passage Lemonnier, le plus vieux passage couvert de Belgique, relie Vinâve d'Île à la rue de l'Université (classé au patrimoine immobilier de la Région wallonne).

### Fontaine de la Vierge à l'Enfant
En 1696, la fontaine que surmonte la Vierge à l'Enfant remplace une autre fontaine dite du perron déjà citée en 1584 et endommagée depuis 1659. Il s'agissait d'un perron de pierre provenant de l'emplacement actuel de la halle aux viandes et transféré au Vinâve d'Île en 1544. La Vierge à l'Enfant est une œuvre en bronze du statuaire liégeois Jean Del Cour réalisée en 1695 représentant la Vierge, debout et de grandeur nature, portant l'enfant Jésus sur un bras.
À cette époque la fontaine de la Vierge était située sur la place de la Cathédrale au pied de la rue Pont d'Avroy, la statue tournait le dos à la cathédrale Saint-Paul et les bassins de la fontaine sont ornés de quatre lions en bronze.
En 1794, au début de la période française, la statue échappe à la fonderie de canons grâce aux protestations des Liégeois mais elle se dégrade au fil des années en raison d'un mauvais entretien et aborde le XIXe siècle dans un état de délabrement avancé. L'inscription latine, célébrant la construction de la fontaine à l'instigation d'un magistrat liégeois, et les deux chronogrammes la datant de 1695 et 1696, ont disparu durant la révolution et ne sont connus que grâce à des écrits.
En 1854, la fontaine de la Vierge, surnommée fontaine aux lions, est reconstruite à la suite du déplacement de la fontaine lors du percement de la rue de la Cathédrale en 1853. Elle ne se situe non plus sur la place, mais plus en retrait dans le Vinâve d'Île, pour ne pas gêner la communication entre la rue Pont d'Avroy et la nouvelle rue de la Cathédrale. La Vierge qui, désormais, a le regard tourné vers la cathédrale repose sur un monument en petit granit de Julien-Étienne Rémont.
L'œuvre de Del Cour est posé sur un pilier orné d'un panneau de bronze représentant une femme qui tient le perron et que couronne un angelot. À la base de ce  pilier, quatre têtes en bronze crachent de l'eau dans un grand bassin  carré aux angles arrondis. Quatre lions couché surmontent chacun de ces angles et crachent à leur tour de l'eau dans des vasques en forme de coquille. Ce monument repose sur un emmarchement de trois degrés circulaires.
La fontaine est classée au patrimoine immobilier de la Région wallonne depuis 1936.
En mai 2015, la fontaine est complètement démontée en vue d'une rénovation complète,.

### Ruelle des Cailloux
Une ancienne voie, la ruelle des Cailloux, reliait le Vinâve d'Île à la rue Lulay-des-Fèbvres. L'entrée côté Vinâve se situait à la place de la façade sise au no 15 comportant une enseignes en pierre sculptée.